# Fomitopsis concava
Fomitopsis concava är en svampart som först beskrevs av Mordecai Cubitt Cooke, och fick sitt nu gällande namn av Gordon Herriot Cunningham 1950. Fomitopsis concava ingår i släktet Fomitopsis och familjen Fomitopsidaceae.   Inga underarter finns listade i Catalogue of Life.